# Formule 1 in 2011

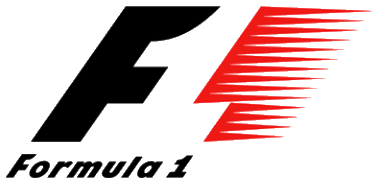
Formule 1 logo

Het Formule 1-seizoen 2011 was het 62ste seizoen van het FIA Formula One World Championship. Het startte op 27 maart en eindigde op 27 november na negentien races.
Sebastian Vettel was de verdedigend wereldkampioen bij de coureurs, zijn team Red Bull Racing was dat bij de constructeurs. Voor de tweede keer in de Formule 1-historie namen vijf wereldkampioenen deel aan het seizoen, naast Vettel waren dat Fernando Alonso, Jenson Button, Lewis Hamilton en zevenvoudig wereldkampioen en recordhouder Michael Schumacher.
Vettel prolongeerde zijn wereldtitel in de Grand Prix van Japan met een derde plaats. Hij werd hiermee tevens de jongste dubbele wereldkampioen Formule 1 aller tijden, met 24 jaar en 98 dagen. Zijn team Red Bull Racing prolongeerde een race later in de Grand Prix van Zuid-Korea de wereldtitel met een overwinning van Vettel en een derde plaats van Mark Webber.

## Algemeen

### Banden
Bandenleverancier Bridgestone kondigde in 2009 aan na 2010 geen banden meer te zullen leveren aan de Formule 1. Na enkele maanden van overleg werd in juni 2010 Pirelli gekozen tot de nieuwe bandenleverancier voor 2011. Dit gold voor alle teams.

### Technische wijzigingen
- De maximum hoogte van de diffuser wordt teruggebracht van 175mm naar 125mm, dit om minder downforce te krijgen en de dubbele diffuser uit te bannen.
- KERS keert in 2011 weer terug na de introductie in 2009 en een seizoen afwezigheid in 2010. De teams zijn niet verplicht dit op hun wagen te zetten.
- Het minimum gewicht van de wagens gaat omhoog van 620 kg naar 640 kg, dit in verband met KERS.
- FOTA heeft afgesproken om in 2011 de zogenaamde "F-Duct" te bannen.
- De 107%-regel wordt in 2011 weer ingevoerd. Dat wil zeggen dat elke coureur tijdens de kwalificatie zijn ronde binnen 107% van de snelste coureur in het eerste deel van kwalificatie (Q1) moet afleggen. Is dit niet het geval dan zal/zullen de desbetreffende coureur(s) niet mogen deelnemen aan de race op zondag. Een uitzondering op deze regel is mogelijk maar enkel als de coureur bewezen heeft snel genoeg te zijn in de vrije trainingen. Deze regel is om te voorkomen dat er te trage coureurs op de baan zouden rijden wat voor gevaar zou kunnen zorgen.[2]
- De beweegbare achtervleugel (Drag Reduction System of afgekort tot DRS) wordt in 2011 in gebruik genomen. Dit is om het inhalen te bevorderen. De beweegbare achtervleugel mag pas gebruikt worden na de tweede ronde in de race en alleen wanneer een coureur minder dan één seconde achter zijn voorganger rijdt; anders werkt dit systeem niet. De beweegbare achtervleugel is tijdens de race, tot de race in Canada, maar op een stuk op het circuit te gebruiken. Dit stuk wordt aangewezen door de FIA. Normaal gesproken is dit het rechte stuk op het circuit. Vanaf de GP van Canada wijst de FIA, waar mogelijk, twee stukken op het circuit aan om de achtervleugel open te kunnen zetten. Bij de GP van Groot-Brittannië was er maar één DRS-zone. Bij het remmen gaat de beweegbare achtervleugel automatisch weer terug in de oorspronkelijke positie. In de kwalificatie en trainingen kan het DRS onbeperkt gebruikt worden door de coureurs. Alleen als de baan nat is mag DRS niet open, zodra de stewards de race als 'droog' verklaren (dus als het in principe veilig is om op slicks te rijden zonder gevaar op crashes) mag DRS weer geactiveerd worden.[3]

## Kalender

Landen die in 2011 een Grand Prix organiseerden zijn getoond in het groen, voormalige organiserende landen zijn getoond in het donkergrijs.

Op 8 september 2010 maakte de FIA de officiële kalender voor 2011 bekend en op 4 november 2010 de definitieve kalender (die identiek is aan de vorige).
| GP nr. | Ronde | Grand Prix              | Circuit                        | Plaats                       | Datum        |
| ------ | ----- | ----------------------- | ------------------------------ | ---------------------------- | ------------ |
| 840    | 1     | GP van Australië        | Albert Park                    | Melbourne                    | 27 maart     |
| 841    | 2     | GP van Maleisië         | Sepang International Circuit   | Sepang                       | 10 april     |
| 842    | 3     | GP van China            | Shanghai International Circuit | Shanghai                     | 17 april     |
| 843    | 4     | GP van Turkije          | Intercity Istanbul Park        | Tuzla                        | 8 mei        |
| 844    | 5     | GP van Spanje           | Circuit de Barcelona-Catalunya | Montmeló                     | 22 mei       |
| 845    | 6     | GP van Monaco           | Circuit de Monaco              | Monte Carlo                  | 29 mei       |
| 846    | 7     | GP van Canada           | Circuit Gilles Villeneuve      | Montreal (Quebec)            | 12 juni      |
| 847    | 8     | GP van Europa           | Valencia Street Circuit        | Valencia                     | 26 juni      |
| 848    | 9     | GP van Groot-Brittannië | Silverstone Circuit            | Silverstone                  | 10 juli      |
| 849    | 10    | GP van Duitsland        | Nürburgring                    | Nürburg                      | 24 juli      |
| 850    | 11    | GP van Hongarije        | Hungaroring                    | Mogyoród                     | 31 juli      |
| 851    | 12    | GP van België           | Circuit Spa-Francorchamps      | Stavelot                     | 28 augustus  |
| 852    | 13    | GP van Italië           | Autodromo Nazionale Monza      | Monza                        | 11 september |
| 853    | 14    | GP van Singapore        | Marina Bay Street Circuit      | Singapore                    | 25 september |
| 854    | 15    | GP van Japan            | Suzuka Circuit                 | Suzuka                       | 9 oktober    |
| 855    | 16    | GP van Korea            | Korean International Circuit   | Yeongam                      | 16 oktober   |
| 856    | 17    | GP van India            | Buddh International Circuit    | Greater Noida, Uttar Pradesh | 30 oktober   |
| 857    | 18    | GP van Brazilië         | Autódromo José Carlos Pace     | São Paulo                    | 13 november  |
| 858    | 19    | GP van Abu Dhabi        | Yas Marina Circuit             | Abu Dhabi                    | 27 november  |

### Kalenderwijzigingen in 2011
- De GP van Maleisië veranderde de naam Malaysian Grand Prix in Malaysia Grand Prix, dit als middel om het land te promoten.
- De Grand Prix van Duitsland werd in 2011 weer verreden op de Nürburgring in plaats van op de Hockenheimring.
- De Grand Prix van India was nieuw op de kalender, deze werd verreden op het Buddh International Circuit.
- Het Yas Marina Circuit werd aangepast vanwege de zware kritiek over een gebrek aan inhaalacties in de race van 2010.

### Afgelast
- De Grand Prix van Bahrein, die verreden zou worden op dezelfde lay-out als in 2009, is vanwege de politieke onrust en de protesten in Bahrein afgelast.[6] Hierdoor begint het seizoen op 27 maart 2011 in Australië. Op 3 juni 2011 werd bekendgemaakt door de FIA dat de Grand Prix van Bahrein verschoven werd naar 30 oktober, waardoor de Grand Prix van India naar 11 december werd verschoven. Een week later maakte de organisatie bekend dat de race in Bahrein toch niet op de kalender komt, waardoor de Grand Prix van India weer teruggaat naar 30 oktober.

| Ronde | Grand Prix     | Circuit                       | Plaats | Originele datum |
| ----- | -------------- | ----------------------------- | ------ | --------------- |
| 1     | GP van Bahrein | Bahrain International Circuit | Sakhir | 13 maart 2011   |

### Autopresentaties
| Constructeur                | Chassis     | Presentatiedatum | Presentatielocatie          |
| --------------------------- | ----------- | ---------------- | --------------------------- |
| Ferrari                     | 150° Italia | 28 januari 2011  | Maranello, Italië           |
| Lotus-Renault               | T128        | 31 januari 2011  | Online                      |
| Sauber-Ferrari              | C30         | 31 januari 2011  | Cheste, Spanje              |
| Renault                     | R31         | 31 januari 2011  | Cheste, Spanje              |
| Red Bull Racing-Renault     | RB7         | 1 februari 2011  | Cheste, Spanje              |
| Scuderia Toro Rosso-Ferrari | STR6        | 1 februari 2011  | Cheste, Spanje              |
| Williams-Cosworth           | FW33        | 1 februari 2011  | Cheste, Spanje              |
| Mercedes                    | MGP W02     | 1 februari 2011  | Cheste, Spanje              |
| McLaren-Mercedes            | MP4-26      | 4 februari 2011  | Berlijn, Duitsland          |
| Virgin-Cosworth             | MVR-02      | 7 februari 2011  | Londen, Verenigd Koninkrijk |
| Force India-Mercedes        | VJM04       | 8 februari 2011  | Online                      |
| HRT-Cosworth                | F111        | 11 maart 2011    | Montmeló, Spanje            |

## Ingeschreven teams en coureurs
De volgende teams en coureurs namen deel aan het 'FIA Wereldkampioenschap Formule 1' 2011. Alle teams reden met banden geleverd door Pirelli.

Aangezien geen enkel kandidaat-team voldeed aan de gestelde eisen van de FIA, zal er ook in 2011 geen dertiende team deelnemen aan het wereldkampioenschap Formule 1, en zullen er dus twaalf teams blijven.
| Inschrijving                                   | Constructeur                | Chassis     | Motor             | Nr. | Coureur             | Ronde       | Coureur vrije training | Ronde                  |
| ---------------------------------------------- | --------------------------- | ----------- | ----------------- | --- | ------------------- | ----------- | ---------------------- | ---------------------- |
| Red Bull Racing                                | Red Bull Racing-Renault     | RB7         | Renault RS27-2011 | 1   | Sebastian Vettel    | Alle        |                        |                        |
| Red Bull Racing                                | Red Bull Racing-Renault     | RB7         | Renault RS27-2011 | 2   | Mark Webber         | Alle        |                        |                        |
| Vodafone McLaren Mercedes                      | McLaren-Mercedes            | MP4-26      | Mercedes FO108Y   | 3   | Lewis Hamilton      | Alle        |                        |                        |
| Vodafone McLaren Mercedes                      | McLaren-Mercedes            | MP4-26      | Mercedes FO108Y   | 4   | Jenson Button       | Alle        |                        |                        |
| Scuderia Ferrari Marlboro Scuderia Ferrari     | Ferrari                     | 150° Italia | Ferrari 056       | 5   | Fernando Alonso     | Alle        |                        |                        |
| Scuderia Ferrari Marlboro Scuderia Ferrari     | Ferrari                     | 150° Italia | Ferrari 056       | 6   | Felipe Massa        | Alle        |                        |                        |
| Mercedes GP Petronas F1 Team                   | Mercedes                    | MGP W02     | Mercedes FO108Y   | 7   | Michael Schumacher  | Alle        |                        |                        |
| Mercedes GP Petronas F1 Team                   | Mercedes                    | MGP W02     | Mercedes FO108Y   | 8   | Nico Rosberg        | Alle        |                        |                        |
| Lotus Renault GP                               | Renault                     | R31         | Renault RS27-2011 | 9   | Nick Heidfeld *1    | 1–11        | Bruno Senna            | 11                     |
| Lotus Renault GP                               | Renault                     | R31         | Renault RS27-2011 | 9   | Bruno Senna         | 12–19       | Romain Grosjean        | 18–19                  |
| Lotus Renault GP                               | Renault                     | R31         | Renault RS27-2011 | 10  | Vitali Petrov       | Alle        |                        |                        |
| AT&T Williams                                  | Williams-Cosworth           | FW33        | Cosworth CA2011   | 11  | Rubens Barrichello  | Alle        |                        |                        |
| AT&T Williams                                  | Williams-Cosworth           | FW33        | Cosworth CA2011   | 12  | Pastor Maldonado    | Alle        |                        |                        |
| Force India F1 Team Sahara Force India F1 Team | Force India-Mercedes        | VJM04       | Mercedes FO108Y   | 14  | Adrian Sutil        | Alle        | Nico Hülkenberg        | 1–5, 7–13 15, 19       |
| Force India F1 Team Sahara Force India F1 Team | Force India-Mercedes        | VJM04       | Mercedes FO108Y   | 15  | Paul di Resta       | Alle        | Nico Hülkenberg        | 1–5, 7–13 15, 19       |
| Sauber F1 Team                                 | Sauber-Ferrari              | C30         | Ferrari 056       | 16  | Kamui Kobayashi     | Alle        |                        |                        |
| Sauber F1 Team                                 | Sauber-Ferrari              | C30         | Ferrari 056       | 17  | Sergio Pérez *2     | 1–6, 8–19   |                        |                        |
| Sauber F1 Team                                 | Sauber-Ferrari              | C30         | Ferrari 056       | 17  | Pedro de la Rosa *2 | 7           |                        |                        |
| Scuderia Toro Rosso                            | Scuderia Toro Rosso-Ferrari | STR6        | Ferrari 056       | 18  | Sébastien Buemi     | Alle        | Daniel Ricciardo       | 1–8                    |
| Scuderia Toro Rosso                            | Scuderia Toro Rosso-Ferrari | STR6        | Ferrari 056       | 19  | Jaime Alguersuari   | Alle        | Jean-Eric Vergne       | 16, 18–19              |
| Team Lotus                                     | Lotus-Renault               | T128        | Renault RS27-2011 | 20  | Heikki Kovalainen   | Alle        | Karun Chandhok         | 1, 4, 8–9 12–13, 15–17 |
| Team Lotus                                     | Lotus-Renault               | T128        | Renault RS27-2011 | 21  | Jarno Trulli        | 1–9, 11–19  | Davide Valsecchi       | 2                      |
| Team Lotus                                     | Lotus-Renault               | T128        | Renault RS27-2011 | 21  | Karun Chandhok      | 10          | Luiz Razia             | 3, 19                  |
| HRT F1 Team                                    | HRT-Cosworth                | F111        | Cosworth CA2011   | 22  | Narain Karthikeyan  | 1–8, 17     | Narain Karthikeyan     | 10, 14–16              |
| HRT F1 Team                                    | HRT-Cosworth                | F111        | Cosworth CA2011   | 22  | Daniel Ricciardo    | 9–16, 18–19 | Narain Karthikeyan     | 10, 14–16              |
| HRT F1 Team                                    | HRT-Cosworth                | F111        | Cosworth CA2011   | 23  | Vitantonio Liuzzi   | 1–16, 18–19 | Jan Charouz            | 19                     |
| HRT F1 Team                                    | HRT-Cosworth                | F111        | Cosworth CA2011   | 23  | Daniel Ricciardo    | 17          | Jan Charouz            | 19                     |
| Marussia Virgin Racing                         | Virgin-Cosworth             | MVR-02      | Cosworth CA2011   | 24  | Timo Glock          | Alle        | Robert Wickens         | 18                     |
| Marussia Virgin Racing                         | Virgin-Cosworth             | MVR-02      | Cosworth CA2011   | 25  | Jérôme d'Ambrosio   | Alle        | Robert Wickens         | 18                     |

*1 Op 6 februari 2011 raakte Robert Kubica ernstig gewond bij een ongeluk met zijn rallywagen tijdens de Ronde di Andora rally. Hierdoor kwam hij het hele seizoen 2011 niet in actie, Nick Heidfeld werd op 16 februari aangesteld als de vervanger van Kubica.

*2 Aangezien Sergio Pérez zich nog niet helemaal fit voelde na het ongeluk tijdens de GP van Monaco werd er besloten om hem tijdens de GP van Canada te vervangen door Pedro de la Rosa (omdat Esteban Gutiérrez, reserverijder van Sauber zich op dat moment niet in Canada bevond). De la Rosa is normaal reservecoureur van McLaren, maar had de toestemming gekregen van het het team om voor deze race voor Sauber te rijden.

## Resultaten en klassement

### Grands Prix
| Ronde | Grand Prix              | Poleposition     | Winnende coureur | Winnende constructeur   | Snelste ronde    | Verslag |
| ----- | ----------------------- | ---------------- | ---------------- | ----------------------- | ---------------- | ------- |
| 1     | GP van Australië        | Sebastian Vettel | Sebastian Vettel | Red Bull Racing-Renault | Felipe Massa     | Verslag |
| 2     | GP van Maleisië         | Sebastian Vettel | Sebastian Vettel | Red Bull Racing-Renault | Mark Webber      | Verslag |
| 3     | GP van China            | Sebastian Vettel | Lewis Hamilton   | McLaren-Mercedes        | Mark Webber      | Verslag |
| 4     | GP van Turkije          | Sebastian Vettel | Sebastian Vettel | Red Bull Racing-Renault | Mark Webber      | Verslag |
| 5     | GP van Spanje           | Mark Webber      | Sebastian Vettel | Red Bull Racing-Renault | Lewis Hamilton   | Verslag |
| 6     | GP van Monaco           | Sebastian Vettel | Sebastian Vettel | Red Bull Racing-Renault | Mark Webber      | Verslag |
| 7     | GP van Canada           | Sebastian Vettel | Jenson Button    | McLaren-Mercedes        | Jenson Button    | Verslag |
| 8     | GP van Europa           | Sebastian Vettel | Sebastian Vettel | Red Bull Racing-Renault | Sebastian Vettel | Verslag |
| 9     | GP van Groot-Brittannië | Mark Webber      | Fernando Alonso  | Ferrari                 | Fernando Alonso  | Verslag |
| 10    | GP van Duitsland        | Mark Webber      | Lewis Hamilton   | McLaren-Mercedes        | Lewis Hamilton   | Verslag |
| 11    | GP van Hongarije        | Sebastian Vettel | Jenson Button    | McLaren-Mercedes        | Felipe Massa     | Verslag |
| 12    | GP van België           | Sebastian Vettel | Sebastian Vettel | Red Bull Racing-Renault | Mark Webber      | Verslag |
| 13    | GP van Italië           | Sebastian Vettel | Sebastian Vettel | Red Bull Racing-Renault | Lewis Hamilton   | Verslag |
| 14    | GP van Singapore        | Sebastian Vettel | Sebastian Vettel | Red Bull Racing-Renault | Jenson Button    | Verslag |
| 15    | GP van Japan            | Sebastian Vettel | Jenson Button    | McLaren-Mercedes        | Jenson Button    | Verslag |
| 16    | GP van Korea            | Lewis Hamilton   | Sebastian Vettel | Red Bull Racing-Renault | Sebastian Vettel | Verslag |
| 17    | GP van India            | Sebastian Vettel | Sebastian Vettel | Red Bull Racing-Renault | Sebastian Vettel | Verslag |
| 18    | GP van Abu Dhabi        | Sebastian Vettel | Lewis Hamilton   | McLaren-Mercedes        | Mark Webber      | Verslag |
| 19    | GP van Brazilië         | Sebastian Vettel | Mark Webber      | Red Bull Racing-Renault | Mark Webber      | Verslag |

### Kwalificatieduels
| Red Bull Racing-Renault |      |                  |
| Sebastian Vettel        | 16:3 | Mark Webber      |
| McLaren-Mercedes        |      |                  |
| Lewis Hamilton          | 13:6 | Jenson Button    |
| Ferrari                 |      |                  |
| Fernando Alonso         | 15:4 | Felipe Massa     |
| Mercedes                |      |                  |
| Michael Schumacher      | 3:16 | Nico Rosberg     |
| Renault                 |      |                  |
| Nick Heidfeld           | 3:8  | Vitali Petrov    |
| Bruno Senna             | 4:4  | Vitali Petrov    |
| Williams-Cosworth       |      |                  |
| Rubens Barrichello      | 10:9 | Pastor Maldonado |
| Force India-Mercedes    |      |                  |
| Adrian Sutil            | 10:9 | Paul di Resta    |

| Sauber-Ferrari              |      |                   |
| Kamui Kobayashi             | 8:10 | Sergio Pérez      |
| Kamui Kobayashi             | 1:0  | Pedro de la Rosa  |
| Scuderia Toro Rosso-Ferrari |      |                   |
| Sébastien Buemi             | 13:6 | Jaime Alguersuari |
| Lotus-Renault               |      |                   |
| Heikki Kovalainen           | 16:2 | Jarno Trulli      |
| Heikki Kovalainen           | 1:0  | Karun Chandhok    |
| HRT-Cosworth                |      |                   |
| Narain Karthikeyan          | 0:1  | Daniel Ricciardo  |
| Narain Karthikeyan          | 1:7  | Vitantonio Liuzzi |
| Daniel Ricciardo            | 4:6  | Vitantonio Liuzzi |
| Virgin-Cosworth             |      |                   |
| Timo Glock                  | 14:5 | Jérôme d'Ambrosio |

### Puntentelling
Punten werden toegekend aan de top tien geklasseerde coureurs.
| Positie | 01e0 | 02e0 | 03e0 | 04e0 | 05e0 | 06e0 | 07e0 | 08e0 | 09e0 | 010e0 |
| Punten  | 25   | 18   | 15   | 12   | 10   | 8    | 6    | 4    | 2    | 1     |

### Klassement bij de coureurs
| Pos. | Coureur            | AUS | MAL | CHN | TUR | SPA | MON | CAN | EUR | GBR | DUI | HON | BEL | ITA | SIN | JPN | KOR | IND | ABU  | BRA | Punten |
| ---- | ------------------ | --- | --- | --- | --- | --- | --- | --- | --- | --- | --- | --- | --- | --- | --- | --- | --- | --- | ---- | --- | ------ |
| 1    | Sebastian Vettel   | 1P  | 1P  | 2P  | 1P  | 1   | 1P  | 2P  | 1PS | 2   | 4   | 2P  | 1P  | 1P  | 1P  | 3P  | 1S  | 1PS | DNFP | 2P  | 392    |
| 2    | Jenson Button      | 6   | 2   | 4   | 6   | 3   | 3   | 1S  | 6   | DNF | DNF | 1   | 3   | 2   | 2S  | 1S  | 4   | 2   | 3    | 3   | 270    |
| 3    | Mark Webber        | 5   | 4S  | 3S  | 2S  | 4P  | 4S  | 3   | 3   | 3P  | 3P  | 5   | 2S  | DNF | 3   | 4   | 3   | 4   | 4S   | 1S  | 258    |
| 4    | Fernando Alonso    | 4   | 6   | 7   | 3   | 5   | 2   | DNF | 2   | 1S  | 2   | 3   | 4   | 3   | 4   | 2   | 5   | 3   | 2    | 4   | 257    |
| 5    | Lewis Hamilton     | 2   | 8   | 1   | 4   | 2S  | 6   | DNF | 4   | 4   | 1S  | 4   | DNF | 4S  | 5   | 5   | 2P  | 7   | 1    | DNF | 227    |
| 6    | Felipe Massa       | 7S  | 5   | 6   | 11  | DNF | DNF | 6   | 5   | 5   | 5   | 6S  | 8   | 6   | 9   | 7   | 6   | DNF | 5    | 5   | 118    |
| 7    | Nico Rosberg       | DNF | 12  | 5   | 5   | 7   | 11  | 11  | 7   | 6   | 7   | 9   | 6   | DNF | 7   | 10  | 8   | 6   | 6    | 7   | 89     |
| 8    | Michael Schumacher | DNF | 9   | 8   | 12  | 6   | DNF | 4   | 17  | 9   | 8   | DNF | 5   | 5   | DNF | 6   | DNF | 5   | 7    | 15  | 76     |
| 9    | Adrian Sutil       | 9   | 11  | 15  | 13  | 13  | 7   | DNF | 9   | 11  | 6   | 14  | 7   | DNF | 8   | 11  | 11  | 9   | 8    | 6   | 42     |
| 10   | Vitali Petrov      | 3   | 17† | 9   | 8   | 11  | DNF | 5   | 15  | 12  | 10  | 12  | 9   | DNF | 17  | 9   | DNF | 11  | 13   | 10  | 37     |
| 11   | Nick Heidfeld      | 12  | 3   | 12  | 7   | 8   | 8   | DNF | 10  | 8   | DNF | DNF |     |     |     |     |     |     |      |     | 34     |
| 12   | Kamui Kobayashi    | DSQ | 7   | 10  | 10  | 10  | 5   | 7   | 16  | DNF | 9   | 11  | 12  | DNF | 14  | 13  | 15  | DNF | 10   | 9   | 30     |
| 13   | Paul di Resta      | 10  | 10  | 11  | DNF | 12  | 12  | 18† | 14  | 15  | 13  | 7   | 11  | 8   | 6   | 12  | 10  | 13  | 9    | 8   | 27     |
| 14   | Jaime Alguersuari  | 11  | 14  | DNF | 16  | 16  | DNF | 8   | 8   | 10  | 12  | 10  | DNF | 7   | 21† | 15  | 7   | 8   | 15   | 11  | 26     |
| 15   | Sébastien Buemi    | 8   | 13  | 14  | 9   | 14  | 10  | 10  | 13  | DNF | 15  | 8   | DNF | 10  | 12  | DNF | 9   | DNF | DNF  | 12  | 15     |
| 16   | Sergio Pérez       | DSQ | DNF | 17  | 14  | 9   | DNS |     | 11  | 7   | 11  | 15  | DNF | DNF | 10  | 8   | 16  | 10  | 11   | 13  | 14     |
| 17   | Rubens Barrichello | DNF | DNF | 13  | 15  | 17  | 9   | 9   | 12  | 13  | DNF | 13  | 16  | 12  | 13  | 17  | 12  | 15  | 12   | 14  | 4      |
| 18   | Bruno Senna        |     |     |     |     |     |     |     |     |     |     |     | 13  | 9   | 15  | 16  | 13  | 12  | 16   | 17  | 2      |
| 19   | Pastor Maldonado   | DNF | DNF | 18  | 17  | 15  | 18† | DNF | 18  | 14  | 14  | 16  | 10  | 11  | 11  | 14  | DNF | DNF | 14   | DNF | 1      |
| 20   | Pedro de la Rosa   |     |     |     |     |     |     | 12  |     |     |     |     |     |     |     |     |     |     |      |     | 0      |
| 21   | Jarno Trulli       | 13  | DNF | 19  | 18  | 18  | 13  | 16  | 20  | DNF |     | DNF | 14  | 14  | DNF | 19  | 17  | DNF | 18   | 18  | 0      |
| 22   | Heikki Kovalainen  | DNF | 15  | 16  | 19  | DNF | 14  | DNF | 19  | DNF | 16  | DNF | 15  | 13  | 16  | 18  | 14  | 14  | 17   | 16  | 0      |
| 23   | Vitantonio Liuzzi  | DNQ | DNF | 22  | 22  | DNF | 16  | 13  | 23  | 18  | DNF | 20  | 19  | DNF | 20  | 23  | 21  |     | 20   | DNF | 0      |
| 24   | Jérôme d'Ambrosio  | 14  | DNF | 20  | 20  | 20  | 15  | 14  | 22  | 17  | 18  | 19  | 17  | DNF | 18  | 21  | 20  | 16  | DNF  | 19  | 0      |
| 25   | Timo Glock         | NC  | 16  | 21  | DNS | 19  | DNF | 15  | 21  | 16  | 17  | 17  | 18  | 15  | DNF | 20  | 18  | DNF | 19   | DNF | 0      |
| 26   | Narain Karthikeyan | DNQ | DNF | 23  | 21  | 21  | 17  | 17  | 24  |     |     |     |     |     |     |     |     | 17  |      |     | 0      |
| 27   | Daniel Ricciardo   |     |     |     |     |     |     |     |     | 19  | 19  | 18  | DNF | NC  | 19  | 22  | 19  | 18  | DNF  | 20  | 0      |
| 28   | Karun Chandhok     |     |     |     |     |     |     |     |     |     | 20  |     |     |     |     |     |     |     |      |     | 0      |
| Pos. | Coureur            | AUS | MAL | CHN | TUR | SPA | MON | CAN | EUR | GBR | DUI | HON | BEL | ITA | SIN | JPN | KOR | IND | ABU  | BRA | Punten |

| Resultaat                       |
| ------------------------------- |
| Winnaar                         |
| Tweede plaats                   |
| Derde plaats                    |
| Gefinisht (punten behaald)      |
| Gefinisht (geen punten behaald) |
| Niet geklasseerd (NC)           |
| Uitgevallen (DNF)               |
| Niet gekwalificeerd (DNQ)       |
| Gediskwalificeerd (DSQ)         |
| Niet gestart (DNS)              |
| Gewond (INJ)                    |
| Uitgesloten (EX)                |
| Teruggetrokken (WD)             |
| Niet deelgenomen (blanco cel)   |
| P Pole position                 |
| S Snelste ronde                 |

† — Coureur is niet gefinisht in de GP, maar heeft wel 90% van de race-afstand afgelegd, waardoor hij als geklasseerd genoteerd staat.

### Klassement bij de constructeurs
| Pos. | Constructeur                | Nr. | AUS | MAL | CHN | TUR | SPA | MON | CAN | EUR | GBR | DUI | HON | BEL | ITA | SIN | JPN | KOR | IND | ABU  | BRA | Punten |
| ---- | --------------------------- | --- | --- | --- | --- | --- | --- | --- | --- | --- | --- | --- | --- | --- | --- | --- | --- | --- | --- | ---- | --- | ------ |
| 1    | Red Bull Racing-Renault     | 1   | 1P  | 1P  | 2P  | 1P  | 1   | 1P  | 2P  | 1PS | 2   | 4   | 2P  | 1P  | 1P  | 1P  | 3P  | 1S  | 1PS | DNFP | 2P  | 650    |
| 1    | Red Bull Racing-Renault     | 2   | 5   | 4S  | 3S  | 2S  | 4P  | 4S  | 3   | 3   | 3P  | 3P  | 5   | 2S  | DNF | 3   | 4   | 3   | 4   | 4S   | 1S  | 650    |
| 2    | McLaren-Mercedes            | 3   | 2   | 8   | 1   | 4   | 2S  | 6   | DNF | 4   | 4   | 1S  | 4   | DNF | 4S  | 5   | 5   | 2P  | 7   | 1    | DNF | 497    |
| 2    | McLaren-Mercedes            | 4   | 6   | 2   | 4   | 6   | 3   | 3   | 1S  | 6   | DNF | DNF | 1   | 3   | 2   | 2S  | 1S  | 4   | 2   | 3    | 3   | 497    |
| 3    | Ferrari                     | 5   | 4   | 6   | 7   | 3   | 5   | 2   | DNF | 2   | 1S  | 2   | 3   | 4   | 3   | 4   | 2   | 5   | 3   | 2    | 4   | 375    |
| 3    | Ferrari                     | 6   | 7S  | 5   | 6   | 11  | DNF | DNF | 6   | 5   | 5   | 5   | 6S  | 8   | 6   | 9   | 7   | 6   | DNF | 5    | 5   | 375    |
| 4    | Mercedes                    | 7   | DNF | 9   | 8   | 12  | 6   | DNF | 4   | 17  | 9   | 8   | DNF | 5   | 5   | DNF | 6   | DNF | 5   | 7    | 15  | 165    |
| 4    | Mercedes                    | 8   | DNF | 12  | 5   | 5   | 7   | 11  | 11  | 7   | 6   | 7   | 9   | 6   | DNF | 7   | 10  | 8   | 6   | 6    | 7   | 165    |
| 5    | Renault                     | 9   | 12  | 3   | 12  | 7   | 8   | 8   | DNF | 10  | 8   | DNF | DNF | 13  | 9   | 15  | 16  | 13  | 12  | 16   | 17  | 73     |
| 5    | Renault                     | 10  | 3   | 17† | 9   | 8   | 11  | DNF | 5   | 15  | 12  | 10  | 12  | 9   | DNF | 17  | 9   | DNF | 11  | 13   | 10  | 73     |
| 6    | Force India-Mercedes        | 14  | 9   | 11  | 15  | 13  | 13  | 7   | DNF | 9   | 11  | 6   | 14  | 7   | DNF | 8   | 11  | 11  | 9   | 8    | 6   | 69     |
| 6    | Force India-Mercedes        | 15  | 10  | 10  | 11  | DNF | 12  | 12  | 18† | 14  | 15  | 13  | 7   | 11  | 8   | 6   | 12  | 10  | 13  | 9    | 8   | 69     |
| 7    | Sauber-Ferrari              | 16  | DSQ | 7   | 10  | 10  | 10  | 5   | 7   | 16  | DNF | 9   | 11  | 12  | DNF | 14  | 13  | 15  | DNF | 10   | 9   | 44     |
| 7    | Sauber-Ferrari              | 17  | DSQ | DNF | 17  | 14  | 9   | DNS | 12  | 11  | 7   | 11  | 15  | DNF | DNF | 10  | 8   | 16  | 10  | 11   | 13  | 44     |
| 8    | Scuderia Toro Rosso-Ferrari | 18  | 8   | 13  | 14  | 9   | 14  | 10  | 10  | 13  | DNF | 15  | 8   | DNF | 10  | 12  | DNF | 9   | DNF | DNF  | 12  | 41     |
| 8    | Scuderia Toro Rosso-Ferrari | 19  | 11  | 14  | DNF | 16  | 16  | DNF | 8   | 8   | 10  | 12  | 10  | DNF | 7   | 21† | 15  | 7   | 8   | 15   | 11  | 41     |
| 9    | Williams-Cosworth           | 11  | DNF | DNF | 13  | 15  | 17  | 9   | 9   | 12  | 13  | DNF | 13  | 16  | 12  | 13  | 17  | 12  | 15  | 12   | 14  | 5      |
| 9    | Williams-Cosworth           | 12  | DNF | DNF | 18  | 17  | 15  | 18† | DNF | 18  | 14  | 14  | 16  | 10  | 11  | 11  | 14  | DNF | DNF | 14   | DNF | 5      |
| 10   | Lotus-Renault               | 20  | DNF | 15  | 16  | 19  | DNF | 14  | DNF | 20  | DNF | 16  | DNF | 15  | 13  | 16  | 18  | 14  | 14  | 17   | 16  | 0      |
| 10   | Lotus-Renault               | 21  | 13  | DNF | 19  | 18  | 18  | 13  | 16  | 19  | DNF | 20  | DNF | 14  | 14  | DNF | 19  | 17  | 19  | 18   | 18  | 0      |
| 11   | HRT-Cosworth                | 22  | DNQ | DNF | 23  | 21  | 21  | 17  | 17  | 24  | 19  | 19  | 18  | DNF | NC  | 19  | 22  | 19  | 17  | DNF  | 20  | 0      |
| 11   | HRT-Cosworth                | 23  | DNQ | DNF | 22  | 22  | DNF | 16  | 13  | 23  | 18  | DNF | 20  | 19  | DNF | 20  | 23  | 21  | 18  | 20   | DNF | 0      |
| 12   | Virgin-Cosworth             | 24  | NC  | 16  | 21  | DNS | 19  | DNF | 15  | 21  | 16  | 17  | 17  | 18  | 15  | DNF | 20  | 18  | DNF | 19   | DNF | 0      |
| 12   | Virgin-Cosworth             | 25  | 14  | DNF | 20  | 20  | 20  | 15  | 14  | 22  | 17  | 18  | 19  | 17  | DNF | 18  | 21  | 20  | 16  | DNF  | 19  | 0      |
| Pos. | Constructeur                | Nr. | AUS | MAL | CHN | TUR | SPA | MON | CAN | EUR | GBR | DUI | HON | BEL | ITA | SIN | JPN | KOR | IND | ABU  | BRA | Punten |

| Resultaat                       |
| ------------------------------- |
| Winnaar                         |
| Tweede plaats                   |
| Derde plaats                    |
| Gefinisht (punten behaald)      |
| Gefinisht (geen punten behaald) |
| Niet geklasseerd (NC)           |
| Uitgevallen (DNF)               |
| Niet gekwalificeerd (DNQ)       |
| Gediskwalificeerd (DSQ)         |
| Niet gestart (DNS)              |
| Gewond (INJ)                    |
| Uitgesloten (EX)                |
| Teruggetrokken (WD)             |
| Niet deelgenomen (blanco cel)   |
| P Pole position                 |
| S Snelste ronde                 |

† — Coureur is niet gefinisht in de GP, maar heeft wel 90% van de race-afstand afgelegd, waardoor hij als geklasseerd genoteerd staat.
1950 · 1951 · 1952 · 1953 · 1954 · 1955 · 1956 · 1957 · 1958 · 1959 · 1960 · 1961 · 1962 · 1963 · 1964 · 1965 · 1966 · 1967 · 1968 · 1969 · 1970 · 1971 · 1972 · 1973 · 1974 · 1975 · 1976 · 1977 · 1978 · 1979 · 1980 · 1981 · 1982 · 1983 · 1984 · 1985 · 1986 · 1987 · 1988 · 1989 · 1990 · 1991 · 1992 · 1993 · 1994 · 1995 · 1996 · 1997 · 1998 · 1999 · 2000 · 2001 · 2002 · 2003 · 2004 · 2005 · 2006 · 2007 · 2008 · 2009 · 2010 · 2011 · 2012 · 2013 · 2014 · 2015 · 2016 · 2017 · 2018 · 2019 · 2020 · 2021 · 2022 · 2023 · 2024 · 2025 · 2026 
 Lijst van Formule 1 Grand Prix-wedstrijden